# Liste der Kardinaldiakone von Santa Maria in Via Lata
Folgende Kardinäle waren Kardinaldiakone von Santa Maria in Via Lata (lat. Diaconia Sanctae Mariae in Via Lata):
- Hadrian (vor 772)
- Romualdo Guarna (1112–)
- Guido de Castello (1127–1133)
- Petrus Capuanus (1193–1200)
- Ottaviano Ubaldini (1244-circa 1268/1272)
- Giacomo Colonna (1278–1297)
- Nicolas de Besse (1344–1369)
- Pierre de Vergne (1371–1403)
- Antonio de Challant (9. Mai 1404– 19. März 1412)
- Domenico Capranica (1430–1444); in commendam (1444–1458)
- Rodrigo Lanzol-Borja y Borja, in commendam (1458–1492)
- vakant (1492–1496)
- Juan de Borja Lanzol de Romaní (d. J.) (1496–1500)
- Pedro Luis de Borja Llançol de Romaní (1500–1503); in commendam (1503–1511)
- Marco Cornaro (1513–1523)
- Alessandro Cesarini (1523–1540)
- Niccolò Ridolfi (1540–1550)
- Innocenzo Cibo (1550)
- Niccolò Gaddi (1550–1552)
- Guidascanio Sforza (1552–1564)
- Ippolito II. d’Este (1564)
- Vitellozzo Vitelli (1564–1568)
- Innocenzo Ciocchi del Monte (1568–1577)
- Antonio Carafa (1577–1583)
- Luigi d’Este (1583–1586)
- Ferdinando I. de’ Medici (1587–1588)
- Francesco Sforza (1588–1617)
- Odoardo Farnese (1617–1621)
- Andrea Baroni Peretti Montalto (1621)
- Alessandro d’Este (1621–1623)
- Carlo Emmanuele Pio di Savoia (1623–1626)
- Maurizio di Savoia (1626–1642)
- Antonio Barberini (1642–1653)
- Giangiacomo Teodoro Trivulzio (1653–1655)
- Giulio Gabrielli (1655–1656)
- Viriginio Orsini (1656–1666)
- Francesco Maidalchini (1666–1689)
- Nicolò Acciaioli (1689)
- Urbano Sacchetti (1689–1693)
- Benedetto Pamphilj (1693–1730)
- Lorenzo Altieri (1730–1741)
- Carlo Maria Marini (1741–1747)
- Alessandro Albani (1747–1779)
- Domenico Orsini d’Aragona (1779–1789)
- Ignazio Gaetano Boncompagni-Ludovisi (1789–1790)
- Gregorio Antonio Maria Salviati (1790–1794)
- Vincenzo Maria Altieri (1794–1798)
- Antonio Maria Doria Pamphilj (1800–1821)
- Fabrizio Dionigi Ruffo (1821–1827)
- Giuseppe Albani (1828–1834)
- Tommaso Riario Sforza (1834–1857)
- Ludovico Gazzoli (1857–1858)
- Giuseppe Ugolini (1858–1867)
- Giacomo Antonelli (1868–1876)
- Prospero Caterini (1876–1881)
- Teodolfo Mertel (1881–1884)
- Lorenzo Ilarione Randi (1884–1887)
- Joseph Hergenröther (1887–1890)
- Isidoro Verga (1891–1896)
- Luigi Macchi (1896–1907)
- vakant (1907–1911)
- Louis Billot SJ (1911–1927)
- vakant (1927–1937)
- Giuseppe Pizzardo, Kardinalpriester pro hac vice (1937–1948)
- vakant (1948–1953)
- Valerian Gracias, Kardinalpriester pro hac vice (1953–1978)
- Władysław Rubin (1979–1990); Kardinalpriester pro hac vice (1990)
- Edward Idris Cassidy (1991–2002); Kardinalpriester pro hac vice (2002–2021)
- Fortunato Frezza (seit 2022)